# Babaxanlı
Babaxanlı è un comune dell'Azerbaigian situato nel distretto di Cəlilabad. Conta una popolazione di 737 abitanti.